# Максим Исповедник
Максим Исповедник (грч. Μάξιμος ὁ Ὁμολογητής; Цариград, око 580 — Цагери, 13. август 662) хришћански је светитељ. Био је монах и византијски теолог, творац широког теолошког система који обухвата хришћанску мисао од Оригена до Псеудо-Дионисија Ареопагита, укључујући и хеленске неоплатонисте, попут Плотина и Прокла.
У христологији, заступао је диофизитску позицију (да Христос има и човечанску и божанску природу) у време када су васељенским патријарх и византијски цар заступали монофизитизам. Због својих ставова осуђен је као јеретик и протеран у изгнанство, где је и умро. Убрзо потом, његово учење је оправдано на Шестом васељенском сабору у Константинопољу, и проглашен је за свеца.

## Биографија
Максим је највероватније рођен у Цариграду, иако су неки његови противници тврдили да је рођен у Палестини. Био је племићког порекла, па је још као млад постао високи дворјанин (први секретар или саветник царског сената) на двору византијског цара Ираклија.
Око 615. године је напустио јавне функције и постао монах у манастиру Филипик у Хрисопољу, градићу у близини Константинопоља са азијске стране (данас Искидар у Турској). Током година проведених у Хрисопољу, Максим је постао ава (односно старешина) манастира. Када је Персијско царство освојило Анадолију, Максим је био приморан да пребегне у манастир близу Картагине. Ту је под старатељством патријарха Софронија Јерусалимског почео да изучава неоплатонизам и христолошке списе (Григорија Ниског и Дионисија Ареопагита). У Картагини је Максим постао истакнути теолошки писац и веома утицајна духовна фигура у Северној Африци, високо цењен од стране егзарха, а у народу сматран светим човеком.

### Монотелитски спор
Тих година се у Византији водио христолошки спор око односа Христове људске и божанске природе. Монотелитизам је настојао да оправда учења које је Халкедонски сабор прогласио за јерес. И монотелити су следили халкедонску дефиницију да су у личности Христа сједињене две природе, људска и божанска. Међутим, отишли су корак даље тврдећи да Христос има само једну вољу, божанску (монотелитизам је настао од грчког „једна воља“). Монотелистску позицију су, између осталих, заступали сам цар Ираклије, патријарх Цариграда Сергије I (634—639), патријарх Александрије Кир (630—640), и Максимов стари пријатељ Пир (лат. Pyrrhus), који га је наследио као старешина манастира у Хризопољу. На предлог патријарха Сергија, цар Ираклије је издао едикт назван Ектесис (Изложење) којим се забрањује вођење спорова о једној или две воље у Христу, и којим се учење о једној вољи проглашава православним. Након смрти Сергија I 638. године, Пир, такође присталица монотелитизма, постаје патријарх. Он је сазвао сабор који је потврдио монотелитско изложење вере. Међутим, на Западу је папа Северин (638—640) одбацио Ектесис, а његов наследник папа Јован IV (640—642) га је предао саборској анатеми. Након смрти цара Ираклија и доласка Констанса II (641—668) на престо, Кир је из политичких разлога 641. године напустио патријаршијски престо у Цариграду, и прешао у северну Африку где је живео наредних десетак година.
Између Пира и Максима је у северно-афричким градовима често долазило до вишечасовних теолошких расправа, па су тако организовали и сабор афричких епископа у Картагини јула 645. године, да чује њихову јавну расправу о монотелизму. Максим је заступао позицију да је Христос имао подједнако и људску и божанску вољу. Пир је доказивао да две воље имплицирају две вољне особе. Максим је одговорио да у том случају мора бити три воље у светом тројству. Међутим, Максим је тврдио да воља припада природи, па је Пир након тога признао две воље на темељу две природе. Након сабора, Пир прихвата диотелистичку позицију и заједно са Максимом одлази у Рим исте године. Међутим, када се за то чуло у Цариграду, цар је послао у Италију свог изасланика Олимпија, који се у Равени нашао са Пиром и вратио га монотелитизму. Пир се након тога враћа у Цариград и одриче се свог одобравања диотелистичке („две воље“) позиције.
Године 648. цар Констанс је уз помоћ цариградског патријарха Павла издао Типос (узор, образац) који је прописивао монотелитизам као правоверну позицију, забрањујући даље христолошке расправе. У Риму је новоизабрани папа Мартин I одбио да прихвати Типос о вери, већ је сазвао Латерански сабор од 5. до 13. октобра 649. године, који је анатемисао монотелитизам и царев Типос. Сабору је присуствовало 105 епископа. Максим је на сабору учествовао као један од кључних теолога, а неки сматрају да је он формулисао и многе званичне акте. Закључци сабора су послати свим вернима у свету.

### Питање римског првенства
Током боравка у Риму, Максим је имао очигледан интерес да добије подршку Римске цркве и да истакне њен ауторитет. Он у својим списима признаје Римској цркви привилеговану улогу и сматра је за „прву међу Црквама“ (лат. princeps ecclesarium). У питањима вере он види Цркву Рима као упоредник и норму за друге цркве, јер се римске папе током контроверзи моноенергиста и монотелита, никада нису удаљиле од православне вере, док су источни патријарси били у јереси.
Сви крајеви васељене и они који свуда исповедају Господа на чист и православан начин гледају право у даљину, као према сунцу вечне светлости, према пресветој Цркви Римљана, према њеном исповедању и њеној вери.
Максим такође Папи признаје власт да везује и разрешује, односно, да искључује из Цркве и да јој поновно присаједињује, не само епископе своје цркве, него и источне патријархе који су заблудели у неправославље. Међутим, ова концепција није остварена пошто су 653. године у Риму ухапшени Максим Исповедник и папа Мартин, по наређењу цара Констанса II. Папа Мартин I је осуђен без суђења и убрзо је скончао од зиме и глади у Херсону на Криму 16. септембра 655. године, пре него што је послат у царску престоницу.

### Суђење, прогонство и смрт
Максим је са својим учеником Анастасијем окован и бродом одведен у Цариград, где га је по изласку на обалу, дочекала бесна гомила, која га је вукла улицама. Након тога је затворен сам у тамницу, одвојено од ученика Анастасија. После неког времена проведеног у тамници, Максим је 655. године одведен на испитивање пред Сенатом у царској палати. Тада је имао око 75 година.
 Против њега су, поред оптужбе за јерес, изнесене и оптужбе за заверу, велеиздају царства и сарадњу са Сараценима, којима је наводно предао Египат, Александрију, Пентапољ и Африку. Максим је након тога одбио да комуницира. Током суђења је одржан и сабор свештенства у Цариграду који је Максима осудио као јеретика. Након кога је Максим отеран у прогонство у Визију (Byzia) у Тракији, а његови ученици Анастасије и Анастасије у Первериду (Perberis) и Месебрију (данас Несебар). 24. септембра 656. године је Теодосије, епископ Цезареје у Битинији, са још неколико угледника, посетио Максима у изгнанству по царевој заповести. Међутим, Максим му је рекао да неће комуницирати са Цариградом све док одлуке Латеранског сабора не буду званично прихваћене. Када му је Теодосије саопштио: „Сабор је неважећи, јер је одржан без царевог наређења.“ Максим је узвратио; „Побожна вера, а не царево наређење је то што потврђује саборе.“
Године 662. Максим и двојица његових ученика Анастасије и Анастасије су доведени на суђење у Константинопољ, где су анатемисани, заједно са св. Мартином и св. Софронијем. Максим је поново проглашен јеретиком и осуђен на доживотно прогонство. Био је вођен кроз град, пљуван од масе народа и тучен од војника. Након суђења је стављен на страшне муке; језик му је одсечен да не би могао више да износи своју „јерес“ а десна рука му је одсечена, да не би више могао да пише. Након тога, Максим и његови ученици, сваки појединачно, протерани су у прогонство у најзабаченије покрајине царства, без хране и одела. Максим је протеран у град Схимар, под Кавказом (данас Грузија).
Убрзо је умро у прогонству 13. августа 662. године. Његово житије је записао Анастасије Библиотекар у 9. веку.

## Теологија
Максим је творац широког теолошког система којим је синтезовао хришћанску мисао од Оригена до Псеудо-Дионисија Ареопагита, под чијим је снажним утицајем био. На њега је прилично утицао и Евагрије Понтски и његова школа. Максим је обрађивао и неоплатонистичку филозофију, укључујући мислиоце попут Плотина и Прокла, а његово тумачење Псеудо-Дионисија је касније наставио Јован Скот Еријугена.
Бог је један, беспочетан, недосежан; у себи садржи све могућности бића, а истовремено искључује сваку помисао о где и како. Неприступан је и није ни у једном бивствујућем у природним појавама спознатљив.— Гностички стослови I

### Обожење
Максим је хришћанству прилагодио Платоново учење да је човечанство створено по слици Бога и да је сврха спасења да поново успостави човекову заједницу са Богом. Бог се, услед своје безмерне љубави према човеку, оваплоћује, постаје човек, док се човек из љубави према Богу обожује. Обожење је човеков крајњи циљ, најсавршеније дело љубави и врхунац њеног дејства.
Љубав је племенито расположење душе, по којем она ништа од постојећег не претпоставља познању Бога. Немогуће је задобити ову љубав ономе, ко је привезан за било шта земаљско.— Стослови о љубави I
Стање обожења Максим описује као „вечнокретно мировање“ или „мирујућу вечнокретност“ (грч. αεικινητος στασις) сједињујући два наизглед супротна термина — мировање (стасис) и покрет (кинесис). У јединству са Богом људска природа вечнокрећуће мирује бивајући око онога који је исти и једини. Према Максиму, кретање природе је кретање према Богу, које започиње стварањем. Мировање је есхатолошки циљ који се испуњује обожењем. Мировање у Богу значи да је остварен циљ због кога је човек уведен у постојање — нераздвојива заједница љубави са творцем. С друге стране, покрет означава чињеницу да је Бог „бесконачни океан“, и учествовање човека у тој бесконачности повлачи са собом неку врсту покрета, односно вечног раста. Обожени човек је утврђен у добру и созерцању Бога, а истовремено, он вечито напредује.
Коначни повратак верних њиховом почелу је остварење њихове крајње жеље. Он налази своје испуњење у вечнокрећућем мировању око жељенога.
Максим подсећа да је човеково обожење омогућено Божјим очовечењем, оваплоћењем логоса у Христу. 
Учење о обожењу сместило је светог Максима међу најзначајније мислиоце источног хришћанства.
У својим списима Максим Исповедник пише о неусловљености оваплоћења Бога Логоса.

### Грех
За Максима, грех је отуђење у онтолошком смислу, јер одваја човека од оног што је стварно. Самољубље је врхунски грех, јер одваја човека од љубави, односно од Бога. Себеотуђење од другог, односно греховни пад личности, је истовремено и отуђење од бића уопште, чиме грешник запада у област небића. Максим грех и зло одређује као недостатак бића, небиће, непостојање. Бог је биће а човек бивствујуће, и постоји само тиме што учествовује у најузвишенијем бићу. Стога пакао није присуство зла већ одсуство љубави, што разара саму бит човековог бића. Услед греха, човеков егзистенцијални положај је отпалост од стварне егзистенције. Овакво отуђење од самог постојања Максим назива правом смрћу. Стога је врлина код светог Максима онтолошка а не етичка категорија. Извор човековог зла је у његовој слободној одлуци, не у његовој природи. Максим себељубљу супротставља љубав, која увек значи волети неког другог (човека, Бога).
Ко види у срцу своме траг мржње према ма ком човеку за ма какву погрешку, потпуно је туђ љубави према Богу. Јер љубав према Богу никако не трпи мржњу према човеку.— Стослови о љубави I

### Христологија
Христолошки, Максим је инсистирао на строгом диофизитизму, што се може посматрати као логичан закључак његовог наглашавања обожења. Према његовом схватању, Христос је имао две природе (подједнако и људску и божанску), а пошто воља припада природи, Христос је имао и две воље на темељу две природе.
У погледу спасења, Максим је, попут Оригена и Григорија Ниског, веровао у апокатастазу, идеју да ће све разумне душе бити искупљене. 
Док је овај став о Максимовом учењу према некима споран, 
други сматрају да је Максим своје уверење о свеопштем помирењу делио само са духовно најзрелијим ученицима.
Ни једна разумна душа по својој природи није вреднија од друге разумне душе. Јер сваку је душу, по својој доброти, Бог саздао према свом лику као самопокрећућу. Свака душа показује своју вредност кроз слободу избора, а срамоту препуштањем (острашћеном) делању.— Гностички стослови I

### Рецепција
Максимова теологија је на западу све до скоро била потпуно запостављена, док је на истоку одувек имала знатан утицај. Тако се Симеон Нови Богослов и Григорије Палама сматрају настављачима његове мисли, а Максимово учење о логосима твари се може сматрати претечом Паламиног учења о божанским енергијама.

## Наслеђе
Трећи цариградски (или Шести васељенски сабор; 680—681) је подржао Максимово учење и прогласио да је Христос имао и људску и божанску вољу. Овом одлуком је монотелизам постао јерес, а Максим је постхумно проглашен невиним од свих оптужби притиву њега. На истом сабору су папа Мартин I и он проглашени за свеце. Данас се свети Максим Исповедник сматра једним од отаца Цркве. Православна црква слави га 21. јануара по јулијанском, а 3. фебруара по грегоријанском календару. Католичка, Англиканска и Лутеранска црква славе га 13. августа, а Православна црква тада обележава пренос његових моштију.
Године 2010. у грузијском граду Цагери пронађене су мошти светог Максима Исповедника, за време ремонтних радова на манастиру светог Максима Исповедника. Откривен је олтарски под и испод су нађене мошти светог Максима. Историјски извори потврђују да је свети Максим погребен управо у том манастиру.

## Дела
- Одговори Таласију — излагања о разним текстовима Писма
- Дијалог са Пиром
- Схолија — коментари раних списа Дионисија Аеропагита
- Амбигва — сложена излагања о делима (Григорија Ниског и Дионисија Ареопагита), са нагласком на христолошка питања
- Мистагогија — коментари и размишљања о еухаристији
- Стослови о љубави и стослови о богословљу — максиме о исправном хришћанском животу, разврстане у групе по сто
- Аскетски живот — расправа о правилима монашког живота
- Коментари 59. псалма и молитве господње
- Химне